# ポポル・ヴー
- ポポル・ブー
- ポポル・ヴフ

ポポル・ヴー（英: Popol Vuh）は、ドイツの音楽グループ。1969年、キーボード奏者のフローリアン・フリッケが、ホルガー・ トリュルシュ（パーカッション）、フランク・フィードラー（レコーディング・エンジニア）、ベティーナ・フリッケ（タブラ）らとともに結成した。後に参加したメンバーには、ディヨン・ユン（尹伊桑の娘）、レナーテ・クナウプ、コニー・ファイト、ダニエル・フィッヒェルシャー、クラウス・ウィーゼ、ロバート・エリスクらがいる、グループの名前はグアテマラのキチェ族の神話『ポポル・ヴフ』からとられた。ポポル・ヴフ、ポポル・ブーとも表記される。
ポポル・ヴーは、電子音楽プロジェクトとしてスタートしたが、フリック指導の下、シンセサイザーを使わない、オーガニックでワールドミュージック的な音楽に変わった。ヴェルナー・ヘルツォーク監督の映画『アギーレ/神の怒り』（1972年）、『ガラスの心』（1976年）、『ノスフェラトゥ』（1979年）、『フィツカラルド』（1982年）、『コブラ・ヴェルデ』（1987年）には音楽提供した。1970年代の西ドイツのクラウトロック運動とは近い関係にあり、環境音楽の先駆者とも言われている。代表作は『ファラオの庭で』（1971年）、『ホシアンナ・マントラ』（1972年）。

## 歴史
1970年リリースのファースト・アルバム『原始帰母』では、モーグ・シンセサイザーとエスニックなパーカッションをフィーチャーしていて、スペース・ミュージックの最初期の作品のひとつとみなされている。この傾向は続くセカンド・アルバム『ファラオの庭で』および『アギーレ/神の怒り』のサウンドトラックまでで、1972年の『ホシアンナ・マントラ』以降、フローリアン・フリッケはピアノ主導の曲作りのために電子楽器を使わなくなり、宗教的なテーマを探求するようになった。楽器も増えていき、管楽器、弦楽器、電気楽器とアコースティックを組み合わせ、スピリチュアルで内省的な音楽を作り出した。
チベットやアフリカ、先コロンブス期のアメリカの音楽からインスピレーションを得たポポル・ヴーだが、ヨーロッパの多くのバンドに影響を与えた。彼らのサウンドは「エーテル」とも評され、ニューエイジ・ミュージック、環境音楽、現代のワールドミュージックの先駆者とみなされている。
フリッケが2001年12月に死去したことにより、ポポル・ヴーは終焉を迎えた。

## ディスコグラフィ

### スタジオ・アルバム
- 『原始帰母』（または『猿の時代』[9]） - Affenstunde (1970年)
- 『ファラオの庭で』 - In den Gärten Pharaos (1971年)
- 『ホシアンナ・マントラ』（または『ホシアナ･マントラ』[9]） - Hosianna Mantra (1972年)
- 『聖なる賛美』（または『聖なる賛美（山上の垂訓）』[9]） - Seligpreisung (1973年)
- 『一人の狩猟者、そして七人の狩猟者』 -  Einsjäger und Siebenjäger (1974年)
- 『雅歌』 - Das Hohelied Salomos (1975年)
- 『アギーレ/神の怒り』 - Aguirre (1975年)
- 『最期の日、最期の夜』 - Letzte Tage – Letzte Nächte (1976年)
- 『ガラスの心』（または『ハート・オブ・グラス』） - Herz aus Glas (1977年)
- 『影の兄弟、光の子供達』 - Brüder des Schattens – Söhne des Lichts (1978年)
- 『ノスフェラトゥ』 - Nosferatu (1978年)
- 『魂の夜』（または『魂の夜（タントラの歌）』） - Die Nacht der Seele (1979年)
- 『静謐の時』 - Sei still, wisse ICH BIN (1981年)
- 『アガペー･神の愛』 - Agape – Agape (1983年)
- Spirit of Peace (1985年)
- 『コブラ・ヴェルデ』 - Cobra Verde (1987年)
- For You and Me (1991年)
- Sing, for Song Drives Away the Wolves (1993年)
- City Raga (1995年)
- Shepherd's Symphony – Hirtensymphonie (1997年)
- 『オルフェオのミサ』Messa di Orfeo (1999年)

### フローリアン・フリッケ（ソロ）
- Die Erde und ich sind Eins (1983年)
- Florian Fricke Plays Mozart (1992年)

### コンピレーション・アルバム
- Perlenklänge: The Best of Popol Vuh (1976年)
- Tantric Songs (1981年)
- Fitzcarraldo (1982年) ※映画『フィツカラルド』サウンドトラック
- In the Gardens of Pharao / Aguirre (1983年)
- Gesang der Gesänge (1988年)
- 『アギーレ神の怒り~ベスト・オブ・ポポル・ブー』 - Best of Popol Vuh – Werner Herzog (1989年/1993年)
- Florian Fricke (1991年)
- The Best Soundtracks from Werner Herzog Films (1991年)
- Best of Popol Vuh from the Films of Werner Herzog (1992年)
- Sing, for Song Drives Away the Wolves (1993年)
- Movie Music (1994年)
- Nicht Hoch Im Himmel (1998年)
- Future Sound Experience (2002年)
- 70's Progressive (2006年)
- On the Way to Himalaya (2006年)
- The Werner Herzog Soundtracks Box set (2011年)
- Revisited & Remixed (1970–1999) (2011年)

### 非正規アルバム
- Yoga (1976年) ※フローリアンがインドのミュージシャンと録音